# Charles Beuchat
Pour les articles homonymes, voir Beuchat (homonymie).
Charles Beuchat est un homme de lettres, professeur et critique littéraire né le 18 juillet 1900 à Soulce, décédé le 15 mai 1981 à Porrentruy, en Suisse.

## Biographie
Formé aux humanités classiques au Collège Saint-Charles à Porrentruy, à Saint-Maurice et à Sarnen, il entreprend dès 1921 des études universitaires, d'abord à Lyon, puis à Paris. Titulaire d'une licence en droit et en lettres, docteur en Sorbonne, il est l'auteur de deux thèses consacrées à « Édouard Rod et le cosmopolitisme » et à « La Revue contemporaine ». Il fréquente le salon de la comtesse de Saint-Victor ou il rencontre Paul Valery. Nommé professeur à l'école cantonale de Porrentruy en 1935, il n'en reste pas moins en contact étroit avec la capitale française dont il fréquente en familier les cercles littéraires où il fréquente Blaise Cendrars, Georges Clemenceau, Anatole France ou Henri Michaux, comme il le décrit dans "Paris quand même", un petit livre de souvenirs.
Il assuma la chronique littéraire de plusieurs journaux dont la Gazette de Lausanne, le Journal de Genève, La Tribune de Genève et Le Démocrate. 
Il fut président de la Société jurassienne d'émulation de 1962 à 1969. Il reçut le prix Bührle en 1960. 

## Œuvres
- Comme un vin de vigueur, roman, Paris, 1960
- De Restif à Flaubert ou le naturalisme en marche, Paris, 1939
- Édouard Rod et le cosmopolitisme, Paris, 1930
- Histoire du naturalisme français, Paris, 1949
- Jeunesse ardente, roman, Paris, 1938
- Paris quand même ou le Piéton impénitent, Bienne, 1977
- Paul de Saint-Victor, sa vie, son œuvre, Paris, 1937
- Les sirènes là-bas, poèmes et proses, Genève, 1943
- Terre aimée, roman, Genève, 1958